# Pfarrhaus (Geiselwind)

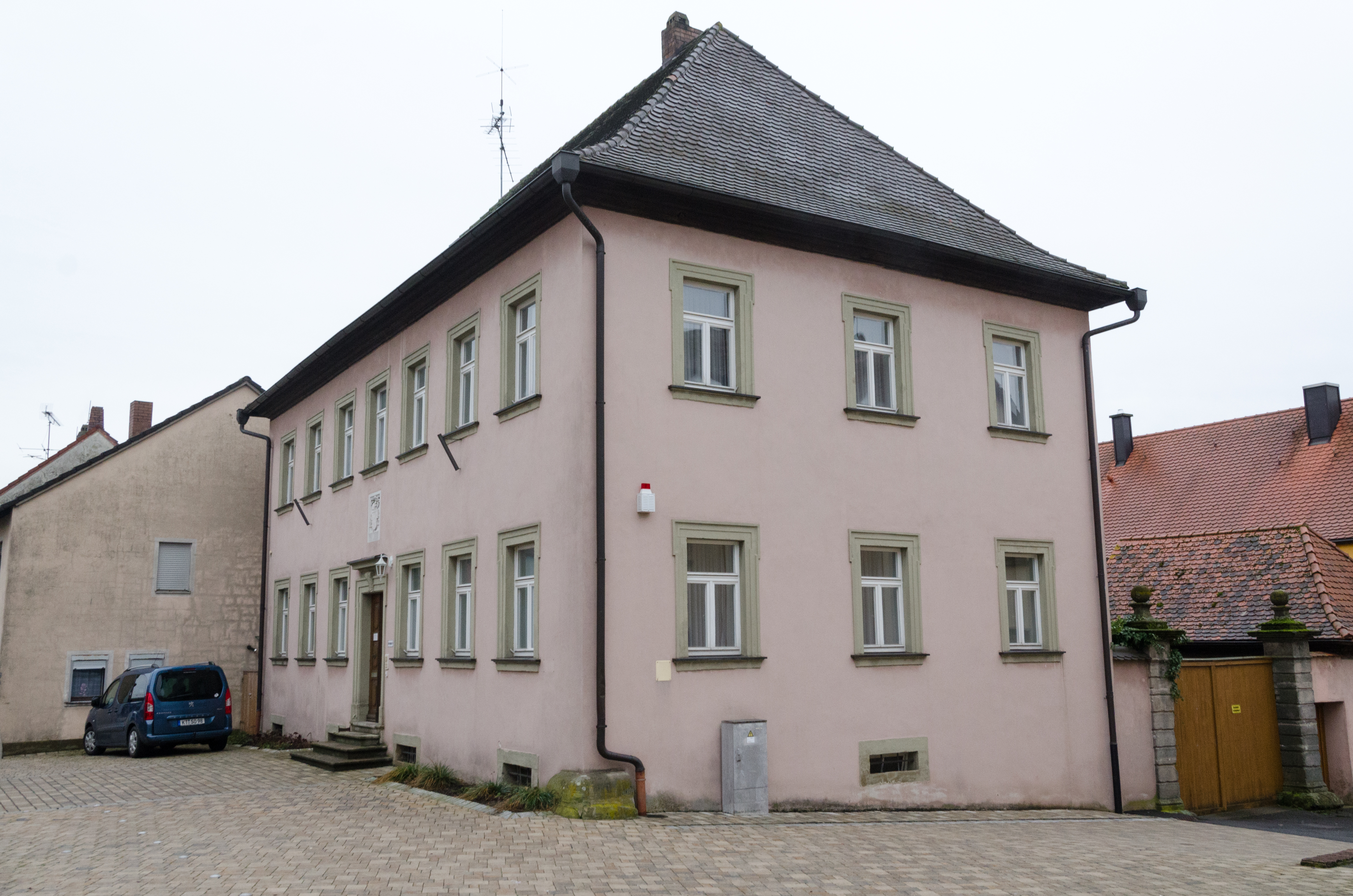
Pfarrhaus in Geiselwind

Das Pfarrhaus (Adresse Kirchplatz 4, früher Hausnummer 53) ist ein denkmalgeschütztes Bauwerk im Kernort der unterfränkischen Gemeinde Geiselwind im Landkreis Kitzingen. 

## Geschichte
Spätestens mit dem Jahr 1334 war Geiselwind zu einer eigenständigen Pfarrei aufgestiegen. St. Burkard wurde Pfarrkirche. Der Pfarrherr benötigte ein Haus, in dem er und seine Familie während ihrer Zeit in Geiselwind leben konnten. Es ist deshalb davon auszugehen, dass der heute existierende Bau bereits auf das Spätmittelalter zurückgeht. Allerdings wurde das Pfarrhaus in den folgenden Jahrhunderten immer wieder überformt. Das heutige Erscheinungsbild geht auf die erste Hälfte des 18. Jahrhunderts zurück. Wahrscheinlich wurde die Anlage um 1734 fertiggestellt.
Um den Pfarrhof existierten mehrere weitere Gebäude, die mit dem Haupthaus in Verbindung standen. Es handelte sich um Scheunen, einen Viehstall und drei Schweineställe. Bis ins 19. Jahrhundert war die Pfarrstelle mit mehreren landwirtschaftlichen Grundstücken im Umland des Dorfes verbunden. Die katholische Kirchenverwaltung unterhielt noch im 20. Jahrhundert Felder, die für den jeweils amtierenden Pfarrer von St. Burkard von Tagelöhnern bebaut wurden. Erst 1967 wurden die Pfarrfelder im Zuge der Flurbereinigung aufgelassen. Das Geiselwinder Pfarrhaus wurde im Jahr 1980 umfassend renoviert, 1999 folgte eine weitere Innenrenovierung.

## Beschreibung
Das Pfarrhaus von Geiselwind wird vom Bayerischen Landesamt für Denkmalpflege als Baudenkmal eingeordnet. Es präsentiert sich als zweigeschossiger Bau. Das Haus schließt mit einem Walmdach ab. Mehrere architektonische Gliederungselemente erinnern an die Bauzeit im Barock. Vor allem die geohrten Fensterrahmungen sind auf diese Zeit zurückzuführen. Daneben geht auch das Hauptportal mit Oberlicht auf die Erneuerung des 18. Jahrhunderts zurück. Oberhalb des Portals wurde ein Relief mit dem Wappen der Fürsten von Schwarzenberg angebracht, die lange Zeit das Patronat in Geiselwind innehatten. Neben dem Haus existiert ein Hoftor mit Vasenaufsätzen.